# Салейкино
Сале́йкино (чув. Сальел)— село в Шенталинском районе Самарской области России. Входит в сельское поселение Салейкино.

## География
Салейкино расположено на севере района и северо-востоке области, у границы с Татарстаном, в 18,7 км севернее райцентра Шентала (там же ближайшая железнодорожная станция «Шентала») и в 178 км от Самары. Через село протекает река Иштуган, высота над уровнем моря: 134 м. Ближайшие населённые пункты — Тимяшево, Подлесная Андреевка, Старое Афонькино, Ясная Поляна, Черемшан.

## Этимология
Салейкино получило название от первого чувашского переселенца Салея. По преданию, Салей пришёл сюда из Симбирской губернии (Курмышского или Буинского уезда) из деревни Сюльтраил (чув. Çÿльтри ял).

## История
Основано в 1750 году ясачными чувашами, переселившимися сюда из Симбирского (деревни Верхние и Нижние Тимерсяны, Старое Ильмово и Новое Ильмово, Хомутерь и др.) и Свияжского (Большие Мамеи и др.) уездов.  
Зимой 1774-го, пехотинцы и конники Черемшанской крепости, выйдя из крепости, дали первый бой противнику близ деревни Салейкино. Второй бой с отрядами бунтовщиков гарнизон Черемшанской крепости выдержал в июне следующего года. Тогда войсками повстанцев руководил другой соратник Пугачева — Чика Зарубин. Он шёл с Урала к Казани, на соединение с войсками Пугачёва и совместный штурм города. Этот бой в районе Салейкино оказался куда более кровопролитным и долгим, чем первый. В нём погибло более полутора тысяч повстанцев и около трехсот драгун - защитников крепости. И снова битва закончилась победой государевых войск.

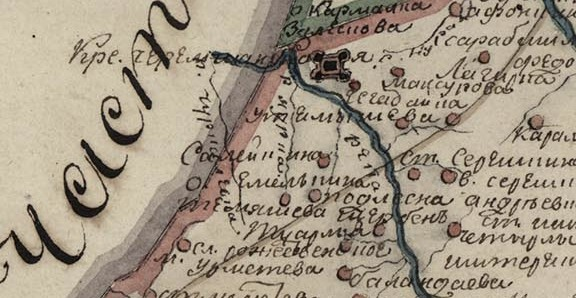
с. Салейкино, карта 1802 года, Оренбургской губернии

В 1870-х гг. поселились русские — выходцы из Спасского уезда (в 1887 — 8,5 %, 1928 — 10 % населения).

## Население
| Численность населения | Численность населения | Численность населения | Численность населения | Численность населения | Численность населения | Численность населения | Численность населения | Численность населения | Численность населения | Численность населения | Численность населения |
| --------------------- | --------------------- | --------------------- | --------------------- | --------------------- | --------------------- | --------------------- | --------------------- | --------------------- | --------------------- | --------------------- | --------------------- |
| 1764                  | 1830                  | 1850                  | 1857                  | 1870                  | 1889                  | 1897                  | 1910                  | 1928                  | 1989                  | 2002                  | 2010                  |
| 249                   | 184                   | 449                   | 508                   | 665                   | 863                   | 866                   | 1009                  | 1023                  | 571                   | 587                   | 518                   |

## Инфраструктура
В селе имеется почтовое отделение 446923, средняя общеобразовательная школа, детский сад, дом культуры, фельдшерско-акушерский пункт.
В 2020 году на базе местной общеобразовательной школы установили спортивную площадку с искусственным газоном и бортами.

## Религия

### Культовое сооружение
В 1892 году открыта церковь, при которой функционировала школа. В 1930-х годах церковь сгорела. Строительство новой кирпичной церкви в честь Димитрия Солунского начато в 2008 году. Новая церковь освящена в 2010 году, она теплая, однопрестольная, однокупольная. Ярусная колокольня пристроена к притвору церкви с правой стороны.

### Кладбище
Находится на северо-востоке и в 200 метрах от населенного пункта, площадь 0.81 га.

## Известные уроженцы
- Глава Администрации Шенталинского района с 02.12.1996 по 09.03.2009 гг., Петров Владимир Дмитриевич[10]
- Генеральный директор ГК «Садовый центр Веры Глуховой», Глухова Вера Викторовна[11]
- Ветеран и участник Великой Отечественной войны, прокурор Богдашкинского и Инзенского районов, Ульяновской области, Дмитриев Василий Лаврентьевич[12]